# Famille Zarrouk
Cette page explique l’histoire ou répertorie les différents membres de la famille Zarrouk.
La famille Zarrouk est une famille tunisienne qui appartient à la notabilité tunisoise et son patronyme à Tunis est considéré de parfaite citadinité.
Mohamed Arbi Zarrouk Khaznadar, le fondateur, naît à Tunis dans une famille chérifenne originaire de Béja. Frère de lait de la sœur de Hammouda Pacha, il devient un dignitaire makhzen, ministre des Finances et ministre principal de Hammouda Pacha.
Son fils Mohamed sauve une partie du patrimoine de son père et nomme son fils Mohamed Larbi en souvenir de son père ; Mohamed Larbi, maire de Tunis et directeur du Collège Sadiki, devient un opposant au protectorat français en désapprouvant la signature du traité du Bardo de 1881. Le bey de Tunis l'assigne à résidence au Dar Zarrouk, avant qu'il ne s'installe à Constantinople, capitale de l'Empire ottoman, puis finisse sa vie à Médine où il meurt en 1902.
Ses fils rentrés à Tunis sont écartés de toute fonction. La vie des Zarrouk se replie alors sur Tunis et sur ses villégiatures, surtout à Sidi Bou Saïd où les Zarrouk organisent quotidiennement des réceptions dominant la vie mondaine musulmane. Ils y habitent de belles maisons et Hédi Zarrouk devient le premier président de la municipalité en 1893.
Les Zarrouk sont alliés à des familles de différentes origines et différentes catégories socio-professionnelles,.

## Personnalités
- Mohamed Arbi Zarrouk Khaznadar (v. 1760-1822), ministre ;
- Mohamed Larbi Zarrouk (1822-1902), maire de Tunis ;
- Ahmed Zarrouk (?-1881), ministre ;
- Hédi Zarrouk, maire de Sidi Bou Saïd ;
- Baccar Zarrouk, haut fonctionnaire ottoman ;
- Hassan Zarrouk, haut fonctionnaire ottoman.